# Chacophrys pierottii
El escuercito chaqueño (Chacophrys pierottii) es la única especie del género monotípico Chacophrys Reig & Limeses, 1963, perteneciente a la familia de anfibios Ceratophryidae. Es un taxón endémico del Gran Chaco en el centro de Sudamérica.

## Distribución
Se lo encuentra, siempre entre los 70 y los 200 m s. n. m., en el chaco de Bolivia en los departamentos de: Tarija, Chuquisaca, y Santa Cruz; en el chaco paraguayo en los departamentos de: Boquerón, Alto Paraguay, y Presidente Hayes; y en el norte de la Argentina en las provincias de: Chaco, Formosa, Salta, Santiago del Estero, Tucumán, Catamarca, Córdoba, La Rioja, Mendoza y San Luis.

## Hábitat
Sus hábitats naturales son matorrales del Chaco seco y en bosques en galería.

## Costumbres
Fuera de temporada de cría los adultos permanecen enterrados bajo tierra. Se alimenta de insectos.

## Reproducción
Se reproduce en charcos temporarios de manera explosiva durante las primeras fuertes lluvias de la primavera.  

## Conservación

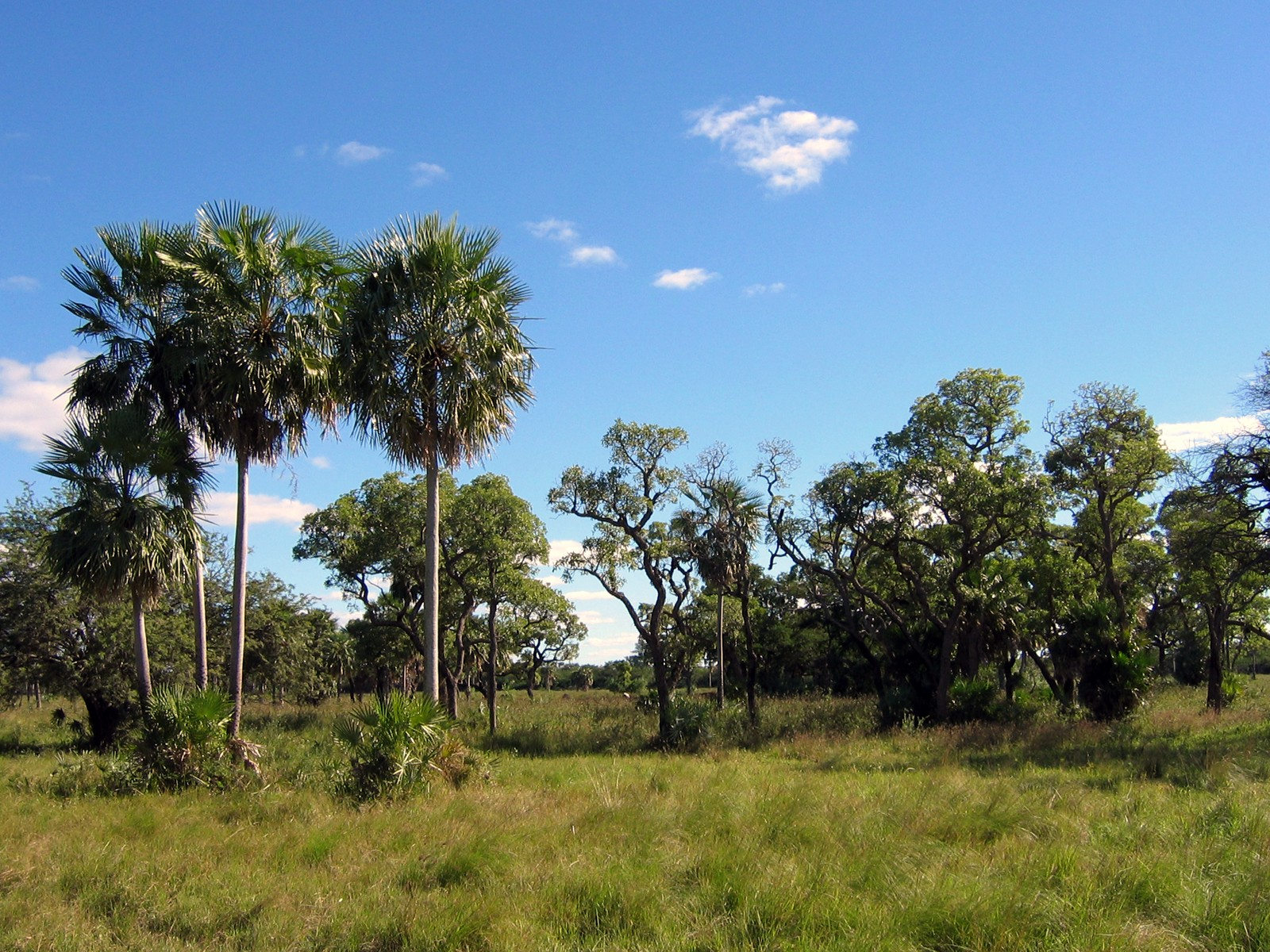
El ecosistema en que habita esta especie.

No se adapta bien a las perturbaciones antropogénicas. Está amenazado por la fuerte destrucción del hábitat chaqueño para la agricultura y la extracción de madera, y la contaminación de los humedales causada por el escurrimiento de agroquímicos. También lo afecta la captura para el comercio internacional de mascotas. Igualmente IUCN lo categoriza como de «Preocupación menor».
Se lo encuentra en varias áreas protegidas: en Bolivia en la Parque nacional y área natural de manejo integrado Kaa Iya del Gran Chaco; en el Paraguay en el  Parque nacional Defensores del Chaco; y en la Argentina en la Reserva Provincial Chancaní, en la Reserva Natural Formosa, y en la Reserva de Uso Múltiple Teuquito.

## Publicaciones originales
- Vellard, 1948 : Batracios del Chaco argentino. Acta zoológica lilloana, vol. 5, pág. 137-174.
- Reig & Limeses, 1963 : Un nuevo género de anuros ceratofrínidos del distrito chaqueño. Physis, vol. 24, pág. 113–128.[4]